# 王秀军
王秀军（1956年9月—），河北深州人。中国共产党党员。大学学历，工商管理硕士。历任北京邮电学院教师；邮电部副处长、处长、网管中心主任，信息产业部副局长，国家计算机网络应急技术处理协调中心主任，工业和信息化部通信保障局局长、总工程师等职。2012年9月任国家互联网信息办公室专职副主任。2018年1月，当选第十三届全国政协委员。